# Lista do Patrimônio Mundial no Japão
A Organização das Nações Unidas para a Educação, a Ciência e a Cultura (UNESCO) propôs um plano de proteção aos bens culturais do mundo, através do Comité sobre a Proteção do Património Mundial Cultural e Natural, aprovado em 1972. Esta é uma lista do Patrimônio Mundial existente no Japão, especificamente classificada pela UNESCO e elaborada de acordo com dez principais critérios cujos pontos são julgados por especialistas na área. O Japão, berço de uma cultura milenar que atravessa intacta as mais diversas gerações da história da humanidade com exemplares e legados culturais bem preservados, ratificou a convenção em 30 de junho de 1992, tornando seus locais históricos elegíveis para inclusão na lista.
Os locais históricos Monumentos Budistas na Região de Horyu-ji e Himeji-jo e os parques naturais Yakushima e Shirakami-Sanchi foram os primeiros sítios do Japão inscritos na Lista do Patrimônio Mundial por ocasião da 17ª Sessão do Comité do Patrimônio Mundial, realizada em Cartagena (Colômbia) em 1993. Logo no ano seguinte, o Japão foi acrescido de mais um sítio histórico: Monumentos Históricos da Antiga Quioto (Cidades de Quioto, Uji e Otsu), que reúne prédios e conjuntos arquitetônicos de grande relevância histórica que servem de testemunho do desenvolvimento urbanístico da cidade de Quioto. Desde a mais recente adesão à lista da UNESCO, o Japão conta com um total de 26 sítios declarados Patrimônio Mundial da Humanidade, sendo 5 de interesse Natural e os 21 demais de interesse Cultural. Nenhum dos sítios do Japão, no entanto, são compartilhados com países vizinhos e todos apresentam um grande grau de conservação.

## Bens culturais e naturais
O Japão conta atualmente com os seguintes lugares declarados como Patrimônio da Humanidade pela UNESCO:
| | Monumentos Budistas na Região de Horyu-ji |
| Bem cultural inscrito em 1993. |                                           |
| Localização: Nara |                                           |
| Monumentos budistas na área de Horyu-ji da prefeitura de Nara totalizam 48. Construídos no final do século VII ou início do século XVIII, alguns dos edifícios deste local estão entre os edifícios de madeira mais antigos preservados até hoje no mundo. São obras-primas importantes para a história da arte, ilustrando a adaptação do traçado budista e da arquitetura da China à cultura japonesa. Eles também denotam um marco na história das religiões porque sua construção coincidiu com a introdução do budismo, que se espalhou da China para o Japão através da Península Coreana. (UNESCO/BPI) |                                           |

| | Himeji-jo |
| Bem cultural inscrito em 1993. |           |
| Localização: Hyogo |           |
| Himeji-jo é a expressão arquitetônica mais perfeita de um castelo japonês do início do século XVII. O local compreende um conjunto de 83 edifícios com dispositivos defensivos altamente refinados e sistemas de proteção notavelmente engenhosos, datando dos primórdios do xogunato. Obra-prima da arquitetura de madeira que combina aspectos funcionais com um grande apelo estético, o Castelo Himeji-jo destaca-se pela elegância de sua silhueta e paredes de terra branqueadas, bem como pela relação sutil estabelecida entre os volumes de seus edifícios e os múltiplos planos de seus telhados. (UNESCO/BPI) |           |

| | Yakushima |
| Bem natural inscrito em 1993. |           |
| Localização: Kagoshima |           |
| O sítio Yakushima está localizado no interior da Ilha Yaku, no ponto de confluência das regiões biológicas paleo-árticas e orientais. Sua flora é extremamente rica (1.900 espécies e subespécies) e compreende antigos espécimes de sugi, cedro japonês. O local também possui vestígios, únicos em seu gênero, da floresta temperada quente que cobriu a região no passado. (UNESCO/BPI) |           |

| | Shirakami-Sanchi |
| Bem natural inscrito em 1993. |                  |
| Localização: Aomori / Akita |                  |
| Desprovido de estradas e trilhas, este local localizado nas montanhas do norte de Honshu preserva os últimos vestígios da floresta intocada de área temperada, uma vila de faias de Siebold, que uma vez cobriu as encostas montanhosas do norte do Japão. O local abriga espécies animais como o urso negro, a camurça chamada serow e 87 tipos de aves. (UNESCO/BPI) |                  |

| | Monumentos Históricos da Antiga Quioto (Cidades de Quioto, Uji e Otsu) |
| Bem cultural inscrito em 1994. |                                                                        |
| Localização: Quioto / Shiga |                                                                        |
| Construída em 794 à imagem e semelhança das capitais da Antiga China, Quioto foi a Capital Imperial do Japão desde sua fundação até meados do século XIX. Central para a cultura japonesa de mil anos atrás, Quioto é um vívido expoente do desenvolvimento da arquitetura tradicional de madeira – especialmente a arquitetura religiosa – e da arte paisagística japonesa que influenciou o design de jardins ao redor do mundo. (UNESCO/BPI) |                                                                        |

| | Aldeias Históricas de Shirakawa-go e Gokayama |
| Bem cultural inscrito em 1995. |                                               |
| Localização: Gifu / Toyama |                                               |
| Localizadas em uma região montanhosa há muito isolada, as aldeias de Ogimachi, Ainokura e Suganuma viveram ancestralmente do cultivo de amoras e da criação de bichos-da-seda. Suas casas no estilo gassho com telhados de palha dupla inclinada são únicos no Japão. Apesar das mudanças radicais vivenciadas pela economia, essas aldeias são um exemplo notável da adaptação perfeita de um estilo de vida tradicional ao meio ambiente e às condições socioeconômicas da população. (UNESCO/BPI) |                                               |

| | Santuário Xintoísta de Itsukushima |
| Bem cultural inscrito em 1996. |                                    |
| Localização: Hiroshima |                                    |
| Um lugar sagrado do xintoísmo desde os tempos antigos, a ilha de Itsukushima, localizada no mar interior do Seto, viu seu primeiro templo nascer no século VI. O santuário atual remonta ao século XII e seus edifícios harmoniosamente organizados testemunham o grande domínio técnico e artístico de seus construtores. Seu design e composição brincam com o contraste de cores e volumes entre o mar e a montanha, ilustrando perfeitamente o conceito japonês de beleza cênica, que combina a beleza da paisagem natural com a criatividade humana. (UNESCO/BPI) |                                    |

| | Memorial da Paz de Hiroshima (Cúpula Genbaku) |
| Bem cultural inscrito em 1996. |                                               |
| Localização: Hiroshima |                                               |
| O Memorial da Paz de Hiroshima, também chamado de Cúpula Genbaku, é a estrutura do único edifício que ficava perto do local onde a primeira bomba atômica explodiu em 6 de agosto de 1945. Graças aos esforços de inúmeras pessoas – e em particular dos próprios habitantes de Hiroshima – foi preservado no mesmo estado que foi após a explosão. Este local não é apenas um símbolo claro e relutante da força mais destrutiva criada pelo homem em toda a sua história, mas também uma encarnação dos anseios pela paz mundial e supressão definitiva de todas as armas nucleares. (UNESCO/BPI) |                                               |

| | Monumentos Históricos da Antiga Nara |
| Bem cultural inscrito em 1998. |                                      |
| Localização: Nara |                                      |
| Nara foi a capital do Japão entre os anos 710 e 784, quando a consolidação da estrutura do governo nacional deu grande prosperidade à cidade, tornando-a o foco da cultura japonesa. Seus templos budistas e santuários xintoísmos, bem como os vestígios do palácio imperial, são monumentos históricos que oferecem uma imagem vívida do que foi a capital do Japão no século VIII, um período de mudanças políticas e culturais honrosas. (UNESCO/BPI) |                                      |

| | Santuários e Templos de Nikkō |
| Bem cultural inscrito em 1999. |                               |
| Localização: Tochigi |                               |
| Intimamente ligados à história dos xoguns Tokugawa, Santuários e Templos Nikko, bem como à paisagem natural circundante, formaram por séculos um local sagrado onde você pode admirar obras-primas da arquitetura e ornamentação artística. (UNESCO/BPI) |                               |

| | Sítios Gusuku e Propriedades Relacionadas do Reino de Ryukyu |
| Bem cultural inscrito em 2000. |                                                              |
| Localização: Okinawa |                                                              |
| Este conjunto de locais e monumentos é representativo da história das Ilhas Ryukyu entre os séculos XII e XVII. Os castelos arruinados, empoleirados em picos imponentes, ilustram a estrutura social de grande parte dessa época, enquanto locais sagrados testemunham a rara sobrevivência de um antigo culto religioso na era moderna. Os muitos contatos econômicos e culturais das ilhas durante esses cinco séculos deram origem a uma cultura única em seu tipo. (UNESCO/BPI) |                                                              |

| | Locais Sagrados e Rotas de Peregrinação nos Montes Kii |
| Bem cultural inscrito em 2004. |                                                        |
| Localização: Nara / Mie / Wakayama |                                                        |
| Os três locais sagrados de Yoshino-Omine, Kumano Sanzan e Koyasan estão escondidos entre as florestas exuberantes dos Montes Kii com vista para o Oceano Pacífico. Ligados por rotas de peregrinação às antigas capitais de Nara e Quioto, são um exemplo excepcional da fusão entre a religião xintoísta - derivada da antiga tradição japonesa de culto à natureza - e o budismo trazido para o Japão da China e da Península da Coreia. Os três sítios (495,3 hectares) e a floresta circundante são expoentes de uma antiga tradição de sacralidade da serra, que se mantém viva há 1.200 anos e é solidamente atestada por abundante documentação. Atravessada por abundantes córregos, rios e cachoeiras, esta região permanece profundamente enraizada nas experiências culturais dos japoneses, como atesta o fato de que 15 milhões de pessoas a visitam anualmente por motivos religiosos ou para praticar caminhadas. Cada um dos três locais tem vários santuários, alguns dos quais foram erguidos no século IX. (UNESCO/BPI) |                                                        |

| | Parque Nacional Shiretoko |
| Bem natural inscrito em 2005. |                           |
| Localização: Hokkaido |                           |
| Localizado a noroeste da ilha de Hokkaido, a mais setentrional do arquipélago japonês, este local inclui uma porção terrestre da península de Shiretoko – desde a parte central até o cabo de mesmo nome – e a área marítima circundante. É um exemplo notável da interação de ecossistemas marinhos e terrestres nas latitudes mais baixas do hemisfério norte, bem como sua extraordinária produtividade sob a influência da formação de bancos sazonais de gelo marinho. É particularmente importante para várias espécies marinhas e terrestres, endêmicas ou ameaçadas de extinção, como a coruja-de-Blaskoni e a violeta kitamiana. Além disso, é de importância global para várias espécies de aves aquáticas e migratórias ameaçadas, bem como para alguns salmonídeos, cetáceos e outros mamíferos oceânicos, como o leão-marinho de Steller. (UNESCO/BPI) |                           |

| | Mina de prata de Iwami Ginzan e sua paisagem cultural |
| Bem cultural inscrito em 2007. |                                                       |
| Localização: Shimane |                                                       |
| Formado por um conjunto de montanhas atravessadas por vales profundos e ricas em jazidas de prata que se elevam a 600 metros de altitude, este sítio possui vestígios arqueológicos de vastas minas, fundições, fábricas de refinação e assentamentos mineiros dos séculos XVI a XX, bem como de uma estrada rede que transportava minério de prata para cidades portuárias costeiras para exportação para Coréia e China. Essas minas contribuíram substancialmente para o desenvolvimento econômico do Japão e do Sudeste Asiático nos séculos XVI e XVII, impulsionando a produção massiva de ouro e prata no arquipélago japonês. A antiga área de mineração é hoje coberta por densas florestas. O local também possui fortalezas, santuários e trechos de estrada que vão de Kaidô ao litoral, e inclui as três cidades portuárias de Tomogaura, Okidomari e Yunotsu, para onde o minério era embarcado. O local em si cobre uma área de 442 hectares e a zona de proteção circundante abrange 3.221 hectares. (UNESCO/BPI) |                                                       |

| | Hiraizumi – Templos, jardins e sítios arqueológicos representantes da Terra Pura budista |
| Bem cultural inscrito em 2011. |                                                                                          |
| Localização: Iwate |                                                                                          |
| Hiraizumi – Templos, jardins e sítios arqueológicos representantes da Terra Pura budista consiste em cinco locais, incluindo o sagrado Monte Kinkeisan. Possui vestígios de escritórios do governo que remontam aos séculos XI e XII, quando Hiraizumi era o centro administrativo do reino do norte do Japão, rivalizando com Quioto. O reino era baseado na cosmologia da Terra Budista, que se espalhou para o Japão no século VIII. Representava a terra pura do Buda que as pessoas aspiram após a morte, bem como a paz de espírito nesta vida. Combinado com a adoração da natureza japonesa e o xintoísmo, o Budismo da Terra Pura desenvolveu um conceito de planejamento e design de jardins que é exclusivo do Japão. (UNESCO/BPI) |                                                                                          |

| | Ilhas Ogasawara |
| Bem natural inscrito em 2011. |                 |
| Localização: Tóquio |                 |
| O sítio, composto por mais de 30 ilhas agrupadas em três grupos, abrange uma área de 7.393 hectares. As ilhas oferecem uma grande variedade de paisagens e abrigam importantes animais selvagens, incluindo o morcego-de-Bonin, ameaçado de extinção, bem como 195 espécies de aves ameaçadas de extinção. Quatrocentos e quarenta e um táxons de plantas nativas foram documentados nas ilhas cujas águas abrigam inúmeras espécies de peixes, cetáceos e corais. Os ecossistemas das Ilhas Ogasawara refletem uma variedade de processos evolutivos que vão desde espécies de plantas do sudeste e noroeste da Ásia, bem como espécies endêmicas. (UNESCO/BPI) |                 |

| | Fujisan, local sagrado e fonte de inspiração artística |
| Bem cultural inscrito em 2013. |                                                        |
| Localização: Shizuoka / Yamanashi |                                                        |
| Conhecido mundialmente como Monte Fuji, este estratovulcão coberto de neve se ergue isolado dominante cercado por aldeias, lagos arborizados e praias. Local de peregrinação e fonte de inspiração de artistas e poetas há muitos séculos, o Monte Fuji está representado na arte japonesa desde o século XI, mas foi especialmente a partir do século XIX que a xilogravura o tornou um símbolo internacional do Japão com uma profunda influência na arte ocidental da época. O sítio registado é constituído por 25 elementos que são um expoente da sacralidade da serra e da paisagem envolvente. No século XII, Fujisan tornou-se um centro central para atividades de iniciação ao budismo ascético, que inclui elementos xintoístas. Rotas de peregrinação e santuários de crateras localizados nos últimos 1.500 metros deste cume de 3.776 metros de altura foram incluídos no local. Também fazem parte do local vários componentes culturais, como santuários sengen-jinja e tradicionais pousadas oshi, e uma série de recursos naturais, como formações vulcânicas, árvores moldadas por lava, fontes e cachoeiras, consideradas sagradas. (UNESCO/BPI) |                                                        |

| | Fábrica de Seda de Tomioka e locais relacionados |
| Bem cultural inscrito em 2014. |                                                  |
| Localização: Gunma |                                                  |
| Localizado na província de Gunma, a noroeste de Tóquio, este complexo industrial de fiação e produção de seda foi estabelecido em 1872. A fábrica, construída pelo governo japonês e equipada com maquinário importado da França, é composta por quatro partes distintas, correspondentes às diferentes etapas de produção de seda crua: um armazém refrigerado para ovos de vermes; uma fazenda experimental para produzir os casulos; uma fábrica para desenrolar a fibra destes e fiar a seda crua; e um centro de ensino para disseminar conhecimentos relacionados à sericultura. Exemplificando o impulso do Japão para adotar as mais avançadas técnicas de produção em massa, este local não só se tornou um elemento decisivo na renovação da sericultura japonesa no último quartel do século XIX, mas também marcou um marco na entrada do país na moderna era industrial, tornando-se o maior exportador mundial de seda bruta, destinada principalmente à França e à Itália. (UNESCO/BPI) |                                                  |

| | Sítios da revolução industrial japonesa do período Meiji |
| Bem cultural inscrito em 2015. |                                                          |
| Localização: Yamaguchi / Kagoshima / Saga |                                                          |
| O sítio compreende uma série de vinte e três locais localizados principalmente no sudoeste do Japão, refletindo e testemunhando a rápida industrialização do país de meados do século XIX ao século XX, através do desenvolvimento da construção naval, ferro e aço e mineração. siderurgia e indústria do carvão. O site mostra o processo pelo qual o Japão feudal procurou transferir tecnologia da Europa e da América a partir de meados do século 19 e como essa tecnologia foi adaptada às necessidades e tradições sociais do país; esse processo atesta o que é considerado a primeira transferência bem-sucedida da industrialização ocidental para um país não ocidental. (UNESCO/BPI) |                                                          |

| | O Trabalho Arquitetônico de Le Corbusier, uma Contribuição Impressionante para o Movimento Moderno |
| Bem natural inscrito em 2016. | |
| Este bem é compartilhado com: Argentina, Alemanha, Bélgica, França, Índia, e Suíça . | |
| Localização: Tóquio | |
| Espalhados por sete países, os 17 sítios que integram este bem do Patrimônio Mundial constituem um testemunho da invenção de um novo modo de expressão da arquitetura, em clara ruptura com formas anteriores. As obras arquitetônicas destes sítios foram realizadas por Le Corbusier ao longo de cinquenta anos de "busca paciente", segundo suas próprias palavras. O Complexo do Capitólio de Chandigarh (Índia), o Museu Nacional de Arte Ocidental de Tóquio (Japão), a Casa Curutchet (Argentina) e a Unidade de Habitação de Marselha (França), entre outras construções, testificam as soluções alcançadas no século XX pelo Movimento Moderno na intenção de renovar as técnicas arquitetônicas para satisfazer as necessidades da sociedade. Estas obras-primas do gênio humano também constituem um testemunho a internacionalização da arquitetura em escala global. (UNESCO/BPI) | |

| | Ilha Sagrada de Okinoshima e locais associados na Região de Munakata |
| Bem cultural inscrito em 2017. |                                                                      |
| Localização: Fukuoka |                                                                      |
| Localizado a cerca de 60 km da costa oeste da ilha de Kyushu, o sítio de Okinoshima é um exemplo excepcional da antiga prática de venerar ilhas consideradas sagradas. Os vestígios arqueológicos desta pequena ilha foram preservados praticamente intactos e oferecem uma visão cronológica da evolução dos ritos religiosos praticados entre os séculos IV e IX d.C. Durante as cerimônias realizadas, objetos votivos eram depositados em oferendas em diferentes pontos da ilha. A execução primorosa de muitos desses objetos e sua origem ultramarina testemunham a existência de intensos intercâmbios entre o arquipélago japonês, a península coreana e o continente asiático. Pertencente ao grande santuário de Munakata, a ilha de Okinoshima ainda é considerada sagrada. (UNESCO/BPI) |                                                                      |

| | Sítios Cristãos Escondidos na Região de Nagasaki |
| Bem cultural inscrito em 2018. |                                                  |
| Localização: Nagasaki |                                                  |
| Localizados a noroeste da ilha de Kyushu, os 12 elementos constitutivos deste sítio serial são compostos por dez aldeias, o Castelo de Hara e uma Catedral, construída entre os séculos XVII e XIX. Todos esses lugares testemunham as primeiras atividades dos missionários e colonos cristãos no momento de seu encontro com o Japão, a longa etapa posterior de proibição do cristianismo e perseguição de seus adeptos e a fase de revitalização das comunidades após o fim da interdição em 1873. Este sítio constitui um testemunho único no seu género da tradição cultural específica resultante da vida clandestina dos cristãos da região de Nagasaki, que do século XVII ao XIX transmitiram secretamente a sua fé durante todo o período de a proibição do cristianismo no Japão. (UNESCO/BPI) |                                                  |

| | Os Túmulos Mozu-Furuichi Kofun |
| Bem cultural inscrito em 2019. |                                |
| Localização: Osaka |                                |
| Localizada em um planalto acima da planície de Osaka, este bem compreende 49 kofun (montes antigos em japonês). Pertenciam a membros da elite. Os kofun selecionados entre os 160.000 existentes no país formam a representação material mais rica do período Kofun, do século III ao século VI d. Sepulturas de tamanhos consideravelmente diferentes, os kofun podem assumir a forma de buracos de fechadura, vieiras, quadrados ou círculos. Foram decorados com esculturas de barro, as haniwa, que podem assumir a forma de cilindros ou formas figurativas. O kofun exibe realizações técnicas excepcionais na arquitetura de terra. (UNESCO/BPI) |                                |

| | Ilhas Amami-Ōshima, Ilha Tokunoshima, área norte da Ilha de Okinawa e Ilha de Iriomote |
| Bem cultural inscrito em 2021. |                                                                                        |
| Localização: Kagoshima / Okinawa |                                                                                        |
| Localizado no sudeste do Japão, este sítio abrange 42.698 hectares de floresta tropical subtropical cobrindo a superfície de uma cadeia arqueada de quatro ilhas que delimitam as águas do Mar da China Oriental e do Mar das Filipinas. Seu pico mais alto é o Monte Yuwandake, que fica a 694 metros acima do nível do mar na ilha de Amami-Ōshima. Completamente desabitado, o território do sítio tem um grande valor para a diversidade biológica porque possui uma elevada percentagem de espécies vivas endémicas, muitas das quais em perigo de extinção no mundo. Estes incluem plantas, mamíferos, aves, répteis, anfíbios, peixes de água doce e crustáceos decápodes. Alguns animais de ascendência arcaica e sem parentesco com outros espécimes vivos do resto do mundo – como o coelho-de-amami (Pentalagus furnessi) e o rato-de-pelo-longo de Ryukyu (Diplothrix legata) – estão em perigo de extinção. Cinco tipos de mamíferos, três de aves e outros três de anfíbios foram catalogados mundialmente como espécies isoladas evolutivamente e em perigo de extinção global. Existem também várias espécies endémicas, confinadas aos seus respectivos territórios insulares, que não se encontram nas restantes ilhas que compõem o local. (UNESCO/BPI) |                                                                                        |

| | Sítios pré-históricos Jōmon no norte do Japão |
| Bem cultural inscrito em 2021. |                                               |
| Localização: Hokkaido / Aomori / Iwate / Akita |                                               |
| O sítio consiste em 17 sítios arqueológicos no sul da Ilha de Hokkaido e no norte de Tohoku, em ambientes geográficos que variam de montanhas e colinas a planícies e planícies, de baías interiores a lagos e rios. São um testemunho único do desenvolvimento, ao longo de cerca de 10.000 anos, da cultura Jōmon pré-agrícola, mas sedentária, e seu complexo sistema de crenças e rituais espirituais. Eles atestam o surgimento, desenvolvimento, maturidade e adaptabilidade às mudanças ambientais de uma sociedade sedentária de caçadores-pescadores-coletores que se desenvolveu por volta de 13.000 a.C. Expressões da espiritualidade Jōmon foram incorporadas em objetos como vasos laqueados, tabuletas de argila com pegadas, as famosas estatuetas dogu com olhos proeminentes, bem como locais de rituais, incluindo terraplenagem e grandes círculos de pedra atingindo diâmetros de mais de 50 metros. O sítio serial corrobora o raro e muito precoce desenvolvimento do sedentarismo pré-agrícola desde seu surgimento até seu apogeu. (UNESCO/BPI) |                                               |

| Formação rochosa costeira na Ilha de Sado. | Minas de ouro da Ilha de Sado |
| Formação rochosa costeira na Ilha de Sado. | Bem cultural inscrito em 2024. |
| Formação rochosa costeira na Ilha de Sado. | Localização: Niigata |
| Formação rochosa costeira na Ilha de Sado. | As minas de ouro da Ilha de Sado são uma propriedade seriada localizada na Ilha de Sado, a cerca de trinta e cinco quilômetros a oeste da costa da Prefeitura de Niigata. O sítio é formado por três partes componentes ilustrativas dos diferentes métodos de mineração artesanais. A Ilha de Sado é de origem vulcânica e apresenta duas cadeias montanhosas paralelas que se estendem no sentido sudoeste-nordeste e separadas por uma planície aluvial, a Planície de Kuninaka. Depósitos de ouro e prata foram formados pela emersão de águas hidrotermais e a formação de veínhas nas rochas; a atividade tectónica primeiramente submergiu os depósitos minerais para o leito marinho, que foram posteriormente emergidos novamente pelos movimentos tectónicos. Os depósitos de plácer foram explorados na Área de Nishimikawa Area, localizada na região noroeste das Montanhas de Kosado. Além disto, o aquecimento da rocha vulcânica expôs mais veínhas, que foram exploradas no subterrâneo da superfície terrestre e mais profundamente na região de Aikawa-Tsurushi. A maioria dos atributos tangíveis que refletem as atividades de mineração e organização social e de trabalho são preservados como elementos arqueológicos, ambos acima e abaixo do solo e elementos paisagísticos. (UNESCO/BPI) |

## Lista Indicativa
Em adição aos sítios inscritos na Lista do Patrimônio Mundial, os Estados-membros podem manter uma lista de sítios que pretendam nomear para a Lista de Patrimônio Mundial, sendo somente aceitas as candidaturas de locais que já constarem desta lista. Desde 2014, o Japão apresenta 5 locais na sua Lista Indicativa.
| Sítio                                                              | Imagem | Localização | Ano  | Dados UNESCO                 | Descrição |
| ------------------------------------------------------------------ | ------ | ----------- | ---- | ---------------------------- | --- |
| Templos, santuários e edifícios da Antiga Kamakura                 |        | Kanagawa    | 1992 | Cultural: iii, iv            | Kamakura foi construída pelos samurais para ser a sede de seu poder político. Hoje, Tsurugaoka Hachiman-gū, que se situava no centro do plano da cidade, e Wakamiya Ōji, uma grande avenida que se estende da fachada do santuário até o mar, podem ser vistos em Kamakura. Há vários templos e complexos sagrados, como Kenchō-ji, Enkaku-ji, Wakamiya Ōji e Yōfuku-ji, construídos nas colinas circundantes, bem como locais de residência pertencentes aos samurais no poder na época. |
| Castelo de Hikone                                                  |        | Shiga       | 1992 | Cultural: i, ii, iii, iv     | A arquitetura do castelo japonês desenvolveu-se em meados do século XVI. Hikone-jō pertence à era de ouro da arquitetura de castelos do início do século XVII. Conservou bem toda a forma do castelo, incluindo as suas partes defensivas e a residência do senhorio. Hikone-jō consiste em um bloco interno com uma mota no centro de frente ao Lago Biwa e cercado por um fosso e um bloco externo.                                                                                     |
| Asuka-Fujiwara-kyō: Sítio arqueológico da antiga capital japonesa  |        | Nara        | 2007 | Cultural: ii, iii, iv, v, vi | A candidatura é composta por um conjunto de sítios arqueológicos de antigas capitais da região de Asuka, onde se localizava a capital imperial desde a entronização da Imperatriz Suiko em 592 d.C. até à sua transferência para Heijōkyo em 710, bem como as zonas cénicas envolventes e a paisagem cultural, profundamente ligadas a estes sítios arqueológicos de antigas capitais |
| Templos, jardins e sítios arqueológicos representando a Terra Pura |        | Iwate       | 2012 | Cultural: ii, iii, vi        | Esta indicação serial reúne grandes complexos arquitetônicos de templos, jardins e propriedades rurais que exemplificam os ideais e contribuição artística do Budismo Terra Pura. |